# Ytterholmen, Åland
Ytterholmen är en halvö i Åland (Finland). Den ligger i den östra delen av landskapet, 50 km öster om huvudstaden Mariehamn. Ytterholmen ligger på ön Kumlinge.